# Alfonz XIII. Španski
Alfonz XIII(17. maj 1886 - 28. februar 1941),je bil španski kralj od 1886 do razglasitve druge republike leta 1931.Bil monarh od rojstva saj je njegav oče Alfonz XII. Španski umrl eno leto po njegovem rojstvom, nekaj časa pa je bila njegova mati Martina Kristina njegova regent. Poročen je bil s Viktorijo vnukinjo angleške kraljice Viktorije. Njegovo življenje je bilo za njega stalni škandal. 

### Politični pogledi
Podpira je radikalno-desno politiko v Španiji.